# The House of Blue Light
The House of Blue Light — дванадцятий студійний альбом гурту Deep Purple і другий, записаний возз'єднаним «класичним складом» групи (Марк 2).

## Історія
Група зібралася для запису альбому 12 квітня 1986 року в Массачусетсі, США, однак закінчувала запис вже в Вермонті. За твердженням Ричі Блекмора, запис цього альбому був довгим і болісним процесом, багато треків доводилося перезаписувати. 26 вересня 1986 Роджер Ґловер приступив до мікшуваня альбому на Union Studios в Мюнхені. Передбачалося, що всі члени групи будуть присутні при цьому, однак протиріччя між членами групи знову посилилися, особливо напруженим був давній конфлікт між Ричі Блекмором та Ієном Ґілланом. Таким чином тільки Ієн Ґіллан записав кілька невеликих додаткових партій. Мали місце різні суперечки з приводу альбому: наприклад стосовно назви (розглядалися варіанти Black and White, The Acid Test і It's Not That Bad!), стосовно включення до альбому пісні «Mitzi Dupree». Тестовий варіант майстер-диску з'явився лише 18 грудня 1986 року, а у США випуск альбому було розпочато 12 січня 1987 року.
Альбом був виданий на CD в 1987 році, і багато з пісень були довші, ніж на LP. У 1999 році вініловий варіант був перевиданий на CD з відповідної вінілу довжиною пісень.
Пісня «Call of the Wild» була випущена синглом, що зайняв 92-е місце у хіт-параді Великій Британії.

## Критика
Альбом породив різні думки, як у критиків, так і у прихильників. Мабуть, найбільш влучно про альбом висловився Ієн Ґіллан:

| Коли я кидаю ретроспективний погляд на альбом, я бачу, що там є дійсно варті пісні, проте щось важливе було втрачено в цілому. Ви не відчуваєте духу групи, ви можете бачити п'ятьох професіоналів, які роблять свою справу чудово... Неначе футбольна команда, 11 суперзірок, що грають на одному полі, але не стикаються серцями або духом. |

## Список композицій
Тривалість пісень: оригінальний LP (CD) відповідно.
| 1.  | "Bad Attitude"       | 4:43 (5:04) |
|     |                      |             |
| 2.  | "The Unwritten Law"  | 4:34 (4:54) |
|     |                      |             |
| 3.  | "Call of the Wild"   | 4:50 (4:48) |
|     |                      |             |
| 4.  | "Mad Dog"            | 4:29 (4:36) |
|     |                      |             |
| 5.  | "Black and White"    | 3:39 (4:39) |
|     |                      |             |
| 6.  | "Hard Lovin' Woman"  | 3:24 (3:25) |
|     |                      |             |
| 7.  | "The Spanish Archer" | 4:56 (5:32) |
|     |                      |             |
| 8.  | "Strangeways"        | 5:56 (7:35) |
|     |                      |             |
| 9.  | "Mitzi Dupree"       | 5:03 (5:05) |
|     |                      |             |
| 10. | "Dead or Alive"      | 4:42 (5:01) |
|     |                      |             |

## Склад
- Ричі Блекмор, — гітара
- Ієн Ґіллан — вокал, гармоніка, Конга
- Роджер Ґловер — бас-гітара, синтезатор
- Джон Лорд — орган, клавішні
- Ієн Пейс — ударні